# Gerygone fusca
Gerígono-ocidental ou gerígono-de-cauda-branca (Gerygone fusca) é uma espécie de ave da família Pardalotidae.
É endémica da Austrália.
Os seus habitats naturais são: florestas temperadas e florestas subtropicais ou tropicais húmidas de baixa altitude.